# Svojkovské skály
Svojkovské skály je název skupiny skal u obce Svojkov na Českolipsku. Lokalita, která se nachází na území Libereckého kraje, je z geomorfologického hlediska součástí Cvikovské pahorkatiny.

## Popis lokality
Na severní straně silnice ze Zákup do Nového Boru (II/268) je u obce Svojkov skupina pískovcových skal a skalních věží. Tento skalní hřbet vybíhá od úbočí Tisového vrchu (540 m n. m.) přímo směrem k západu. Na severu se zvedá kopec Slavíček (538 m n. m.), oddělený od Svojkovských skal Modlivým dolem. Skály nad Modlivým dolem jsou již součástí skal Svojkovských. Součástí skalního komplexu, dlouhého od západu k východu přes 400 metrů, je řada zajímavých skalních útvarů. Známé, na turistických mapách uváděné jsou Hlídková jeskyně, Pramen u Strážce, jeskyně Poustevna, Svojkovská skalní brána, Žlutá stěna, věž Matterhorn, Českolipská věž, Praděd a řada dalších. Věže dosahují výšky až 30 metrů a nabízejí mnoho horolezeckých cest různé náročnosti.

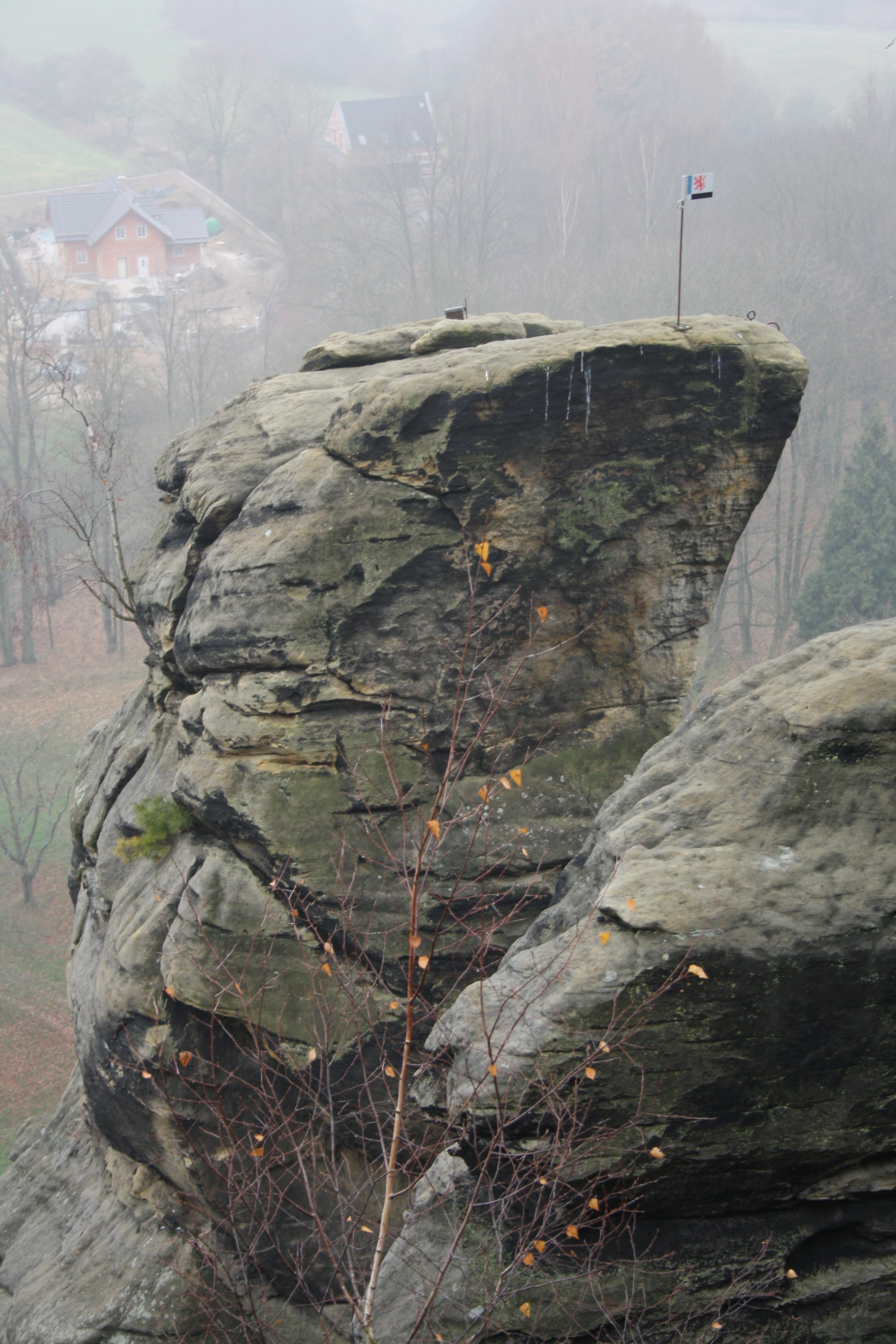
Skalní věž Matterhorn

Ve vzdálenosti 1 km vzdušnou čarou směrem na sever se nachází další výrazná skupina pískovcových skal, známá jako Sloupské skalní město.
V geomorfologickém členění jsou skály nad Svojkovem řazeny do jednoho z pěti okrsků Zákupské pahorkatiny, zvaného Cvikovská pahorkatina, která přináleží do Ralské pahorkatiny.

## Přístup
Do skal nevede žádná silnice, jen řada cest pro pěší turisty. Vyznačená je červeným a zeleným pásovým značením Klubu českých turistů cesta od Svojkova vzhůru Modlivým dolem, která pokračuje k Slavíčku a na Cvikov, resp. k nedaleké obci Sloup v Čechách. Červená trasa je Evropská dálková trasa E10, zelená je turistická značená trasa 3953. Svojkov je blízko a lze před vstupem do Modlivého dolu auto zaparkovat. Pokud jde o veřejnou dopravu, nejblíže ke skalám se nachází autobusová zastávka Svojkov, u zámečku na trase linek Nový Bor - Zákupy. Do Svojkova neexistuje vlakové spojení, nejbližší železniční stanicí je cca 6,5 km vzdálené nádraží (měřeno po silnici) v Novém Boru, případně zastávka ve Skalici u České Lípy na téže trati č. 080. 